# Ardisia rarescens
Ardisia rarescens är en viveväxtart som beskrevs av Paul Carpenter Standley. Ardisia rarescens ingår i släktet Ardisia och familjen viveväxter. Inga underarter finns listade i Catalogue of Life.